# Supermasivna črna luknja
Súpermasívna čŕna lúknja je črna luknja z maso reda velikosti nekaj milijonov ali milijard mas Sonca. Novembra 2012 so na teksaškem McDonaldovem astronomskem observatoriju v sodelovanju z Inštitutom Maxa Plancka za astronomijo v jedru lečaste galaksije NGC 1277, oddaljeni 220 milijonov svetlobnih let, odkrili takšno črno luknjo z maso 17 milijard Sončevih mas. Njena masa obsega 14 % mase celotne galasije. Po navadi predstavljajo mase središčnih črnih lukenj le 0,1 % skupne galaktične mase in so jih do sedaj običajno našli v velikih eliptičnih galaksijah ali kvazarjih. Ena največji supermasivnih črnih lukenj, ki so jo do sedaj odkrili, leži v kvazarju OJ 287, oddaljenem 3,5 milijarde svetlobnih let, njena masa pa je 18 milijard Sončevih, kar je šestkrat več od do tedaj znane takšne črne luknje.
Za našo Galaksijo domnevajo, da ima v svojem jedru supermasivno črno luknjo. Območje, kjer leži, je znano kot Strelec A* in je močan vir radijskega sevanja. Večina galaksij, če ne vse, ima v središču supermasivne črne luknje.
Supermasivne črne luknje so bistvenega pomena za ustvarjenje življenja, kar je malce v nasprotju, saj naj bi bile zadnji uničevalec običajne snovi. Zaradi velike mase se telesa, ki krožijo okrog črnih lukenj v akrecijskih diskih (diskih hitro krožeče, zelo stisnjene snovi, ki izrazito seva v rentgenskih žarkih) preden »padejo« na singularnostni obroč in tako izginejo iz nam vidnega Vesolja. Zaradi popačenega prostora delujejo kot mostovi med zelo oddaljenimi področji Vesolja, in so s tem najboljša prenosna vesoljska sredstva.
Za življenje so zelo pomembne zaradi dejstva, da se je snov zaradi njihovega delovanja lahko hitreje stisnila in izoblikovala v prve zvezde. Te so imele izrazito več mase. Njihova masa je bila celo nad 500 Sončevih mas (2 · 1030 kg · 500). Iz njih so se tako v zelo hitrem časovnem obdobju lahko izoblikovale zvezde, ki so bile veliko bolj obogatene s komponento z. Komponenta x je vsebnost vodika v teh zvezdah. Komponenta y določa vsebnost helija, komponenta z pa je vsebnost drugih kemijskih prvin, ki imajo večjo atomsko težo od helija. Ker je bila masa teh zvezd zelo velika, so eksplodirale kot supernove (po sodobnem astronomskem izrazju jih imenujemo hipernove) že v prvih milijonih let po prapoku. Na določeni oddaljenosti od galaktičnega jedra so delovale tako spodbudno, da se je izoblikovalo prvo življenje. Te črne supermasivne luknje so sčasoma zaobjele vse zvezde v galaktični okolici, in so se tako rekoč potuhnile. Še zmeraj so navzoče, a skoraj dobesedno mirujejo in v enem letu (kar je v kozmičnem merilu trenutek) posrkajo samo eno zvezdo.
Maja 2004 so Paolo Padovani in vodilni astronomi objavili odkritje 30-ih prej zakritih supermasivnih črnih lukenj zunaj naše Galaksije. Njihovo odkritje nakazuje tudi, da obstaja vsaj dvakrat več supermasivnih črnih lukenj kakor so mislili do tedaj.